# Yang Lan
Yang Lan (caratteri cinesi: 杨澜; pinyin: Yáng Lán; Pechino, 31 marzo 1968) è una conduttrice televisiva, giornalista e imprenditrice cinese.

## Biografia
Figlia di un professore di inglese dell'Università di lingue straniere di Pechino e di un ingegnere, Yang Lan studiò nell'ateneo dove lavorava il padre per poi conseguire la laurea magistrale alla Columbia University.
Nel 1990 debuttò come conduttrice, presentando il varietà Zheng Da sulla tv nazionale cinese, per poi affermarsi come intervistatrice. Dopo il divorzio dal primo marito Yibin Zhang, Yang Lan conobbe e sposò il magnate dei media Bruno Wu, con il quale fondò la Sun Media Investment Holdings Ltd e la Sun Television Cybernetworks. In tal modo la donna passò dalla rete pubblica a quella privata, in maniera da avere completa autonomia sui temi da trattare.
Nella sua trasmissione Yang Lan One on One ha avuto modo di conversare sui maggiori temi di attualità con personaggi internazionali del calibro di Henry Kissinger, Hillary Clinton, Nicole Kidman e Ban Ki-moon, tanto da conquistare il soprannome di "Oprah Winfrey della Cina". Ambasciatrice dell'UNICEF, nel corso degli anni si è resa promotrice di varie attività benefiche, come delle raccolte fondi volte a finanziare l'istruzione dei bambini poveri e ha lanciato una linea di gioielli insieme alla nota cantante Céline Dion.
La rivista Forbes ha incluso Yang Lan nella sua classifica delle persone più ricche della Cina e in quella delle cento donne più potenti al mondo.